# Izychskije Kopi
Izychskije Kopi (ros. Изыхские Копи) – osiedle w Rosji, w Chakasji, w rejonie ałtajskim. W 2010 liczyło 1580 mieszkańców.